# Julian Rappaport
Julian Rappaport ist ein US-amerikanischer Psychologe, der das Konzept des Empowerment in Sozialarbeit und Sozialpsychiatrie einbrachte.
Rappaport ist emeritierter Professor für Psychologie an der Universität von Illinois in Urbana. Seinen Doktorgrad (Ph.D.)  hatte er an der Universität von Rochester erworben. Vor dem Hintergrund der Krise des US-amerikanischen Wohlfahrtsstaates beschäftigte er sich seit 1977 mit Konzepten zur Gemeindepsychiatrie.  Seine Hauptarbeit zum Empowerment-Konzept ist das 1984 erschienene Buch Studies in Empowerment: Steps Toward Understanding and Action. Ein in deutschen Debatten um die Inklusion viel zitierter Satz von Rappaport lautet: „Rechte zu haben, aber über keine Mittel und Leistungen zu verfügen, ist ein grausamer Scherz.“